# Grad Gotnik
Grad Gotnik (nemško Guettenegg, Gutneck) je ležal na  griču  Gotnik nad vasjo Fabci v smeri proti vasi Zabiče v občini Ilirska Bistrica. Grad je bil pozidan sredi 13. stoletja in je začel razpadati v začetku 17. stoletja, ko so ga zapustili njegovi zadnji lastniki baroni Lazzarini. 

## Zgodovina
Grad je po pisnih virih leta 1255 dal zgraditi ministerial Goriških grofov gospod vitez  Vinter Pazinski. Graditelju je tega leta goriški grof Majnhard III. podelil v fevd ta grad in gospostvo ter se nanj preselil iz Pazina, ter spremenil svoje ime v Gotnikar. Rodbina vitezov Gotnikarjev je izumrla leta 1443, nakar so grad upravljali ministeriali gospodov Devinskih, po katerih so dedovali grofje Walsee. Walseejci so »morali« grad in gospostvo, kot tudi gospostvo Prem, predati  Habsburžanom oziroma cesarju  Frideriku III. Habsburškemu. S tem je bil grad in gospostvo priključeno deželi Kranjski. Deželni knezi, Habsburžani, so gradove kot fevd večkrat podelil plemiškim in viteškim družinam, kot lastnino pa v zastavo.
Na gradu Gotnik je bil po letu 1465 upravnik Bernardin pl. Barbo, nato je leta 1469 omenjen vitez Jakob Raunacher, ki ga je nasledil kot oskrbnik Henrik Obernburger. Grad je v prvi polovici 16. stoletja pripadal plemičem Sara, ki so ga leta 1551 prodali Juriju in Francu pl. Barbo. Leta 1630 je grad in gospostvo kupil in ga prejel v deželnoknežji fevd vitez Jurij pl. Štemberger, ki ga je leta 1633 prodal beneškemu patriciju Emanuelu de Fini. Grad in gospostvo si je kasneje priženil Franc Lazarini, s poroko z Eleno Fini, ki je od brata Girolama že leta 1656 dobila v zastavo grad in gospostvo Gotnik, leta 1670 pa odkupila. 
Franc Lazarini je bil začetnik rodbine Lazarini na Kranjskem. Nasledil ga je sin Vincezo (tudi na Gotniku), ki je bil leta 1687 v Ljubljani izvoljen v deželni zbor Kranjske in s tem priznanje plemiškega rodu po materi. Skoraj sto let kasneje, leta 1771, so Lazariniji iz gotniške linije zaprosili cesarico Marijo Terezijo za podelitev povišanja v barone. 
Grad je bil opuščen že v začetku 17. stoletju in prepuščen v ruševine. Konec tega stoletja je Valvasor  v Slavi vojvodine Kranjske zapisal: »razvaline Gotnika stoje na zaraščeni samotni vzpetini sredi neobljudene divjine, kamor je zaradi razbojnikov nevarno zahajati«.
Lazariniji so konec 17. Stoletja  pred vasjo Zabiče zgradili nov grad ali dvorec (Guettenegg), kjer je bil sedež gotniške veje, saj je v sosednjem gospostvu Jablanica ostala nova jablaniška veja Lazarinijev. Ta dvorec Gotnik so postavili namesto pogorelega lovskega dvorca, ki ga je pozidal že  Jurij pl. Štemberger. Okoliško prebivalstvo mu je nadelo ime grad Boben. Gospostvo Gotnik je ostalo v posesti Lazarinijev do leta 1807, ko je Jozef Lazarini gospostvo Gotnik in Klano prodal  rodbini Zambelli de Petris s Krka in se odselil na Pöls na avstrijsko Štajersko.